# 1972 في إسبانيا
فيما يلي قوائم الأحداث التي وقعت خلال عام 1972 في إسبانيا.

## رياضة
- 1 يناير – طواف إسبانيا 1972

## أفلام
من الأفلام التي صدرت هذه السنة في إسبانيا:
- 1 يناير – جزيرة الكنز من إخراج أندريا بيانكي، جون هوف، Antonio Margheriti [الإنجليزية]‏.
- 1 أكتوبر – قطار الرعب من إخراج يوجينيو مارتين.

## مواليد

### يناير
- 1 يناير – خيسوس كاراسكو خاراميو كاتب إسباني.[1]

### فبراير
- 1 فبراير – إسابيل فرنانديث غوتييريث
- 1 فبراير – يولاندا سولير لاعبة جودو إسبانية.
- 14 فبراير – نجوى نمري
- 19 فبراير – فرانثيسكو خافيير ثاس لاعب تايكوندو إسباني.

### أبريل
- 7 أبريل – خوسيه خافيير هامبرادوس لاعب كرة يد إسباني.
- 9 أبريل – مارغريتا فولانا درّاجة طريق إسبانية.
- 16 أبريل – كونتشيتا مارتينث لاعبة كرة مضرب إسبانية.
- 26 أبريل – كيكو لاعب كرة قدم إسباني.[2]

### مايو
- 15 مايو – خوان سانشيز مورينو لاعب كرة قدم إسباني.

### أغسطس
- 2 أغسطس – أنتونيو بوتشي[3]
- 4 أغسطس – خوسيه فيسنتي غارسيا
- 11 أغسطس – يوانيه سوماريبا درّاجة طريق إسبانية.
- 13 أغسطس – فيرناندو إتشافاري متسابق يخت إسباني.

### سبتمبر
- 10 سبتمبر – ماريانو بومباردا لاعب كرة قدم إسباني.[4]
- 15 سبتمبر – ليتيزيا ملكة إسبانيا[5]
- 22 سبتمبر – إدواردو نيكولا لاعب كرة مضرب إسباني.
- 27 سبتمبر – أنخيل كاسيرو درّاج طريق إسباني.
- 29 سبتمبر – لويس فرنانديز لاعب كرة قدم إسباني.

### أكتوبر
- 15 أكتوبر – كارلوس تشيكا متسابق دراجات نارية إسباني.
- 19 أكتوبر – مونيكا أثون كانالدا متسابقة يخت إسبانية.[6]

### نوفمبر
- 15 نوفمبر – إميليو بينفيلي ألفاريز لاعب كرة مضرب إسباني.

### ديسمبر
- 4 ديسمبر – ألفريدو سانشيز لاعب كرة قدم إسباني.
- 7 ديسمبر – جوردي بريلو لاعب كرة مضرب إسباني.
- 15 ديسمبر – بنجن فرنانديز درّاج طريق إسباني.
- 15 ديسمبر – سيت جيبيرنو متسابق دراجات نارية إسباني.
- 17 ديسمبر – دافيد بيلينغير لاعب كرة قدم إسباني.[7]
- 24 ديسمبر – بيلين سانتشيث خيمينيث مُجدّفة كانوي إسبانية.

## وفيات

### مارس
- 23 مارس – كريستوبال بالانسياغا (مواليد 1895)[8]

### أبريل
- 30 أبريل – كلارا كامبوامور (مواليد 1888) سياسية إسبانية.[9]

### مايو
- 5 مايو – جوسيب ساميتيير (مواليد 1902) لاعب كرة قدم.

### يوليو
- 26 يوليو – خوليو بينيا (مواليد 1912) ممثل إسباني.